# Ocosia apia
Ocosia apia is een straalvinnige vissensoort uit de familie van napoleonvissen (Tetrarogidae). De wetenschappelijke naam van de soort is voor het eerst geldig gepubliceerd in 1975 door Poss & Eschmeyer.